# Distrito de Kgatleng
El distrito de Kgatleng es uno de los distritos de Botsuana, colindante con la tierra de los Bakgatla. Su capital es Mochudi, ciudad natal del protagonista Precious Ramotswe de la popular serie de novelas La Agencia de Detectives para Señoras nº 1, del escritor Alexander McCall Smith. De acuerdo al censo de 2001, el distrito de Kgatleng tenía una población de 73 507 personas.
La artesanía de la terracota del distrito fue incluida en la Lista del Patrimonio cultural inmaterial de la Humanidad que requiere medidas urgentes de salvaguardia en 2012 por la Unesco.
El Dikopelo, la música tradicional del distrito fue incluida en la Lista del Patrimonio cultural inmaterial de la Humanidad que requiere medidas urgentes de salvaguardia en 2017 por la Unesco.
- Datos: Q57593